# هيئة بريد البحرين
هيئة بريد البحرين هي منظمة حكومية مسؤولة عن البريد في البحرين. بريد البحرين هو جزء من وزارة المواصلات البحرين.